# Earle Page
Sir Earle Christmas Grafton Page (Grafton (New South Wales), 8 augustus 1880 - Sydney (New South Wales), 20 december 1961) was een Australisch politicus. Hij was gedurende een korte periode premier van Australië.

## Levensloop
Page studeerde in 1901 af in de medicijnen aan de Universiteit van Sydney. Hij werkte daarna in het Royal Prince Alfred Hospital in Sydney waar hij zijn vrouw ontmoette. Vanaf 1904 had hij zijn eigen praktijk. Page was een van de eerste personen in Australië met een eigen auto. In 1914 nam hij na het uitbreken van de Eerste Wereldoorlog dienst in het Australische leger en diende in Egypte.
Na de oorlog werd Page gekozen in het Huis van Afgevaardigden van Australië. Hij was kandidaat voor een van de kleinere boerenpartijen. Kort na zijn intrede in het parlement ging zijn partij op in de nieuw gevormde Country Party. In 1921 werd hij aangewezen als partijleider. Na de parlementsverkiezingen van 1922 nam de Country Party een sleutelpositie in in het parlement. De Nationalist Party van premier Billy Hughes verloor zijn meerderheid en keek naar de Country Party voor steun. Deze nieuwe jonge partij was juist gevormd in reactie op het beleid van de Nationalist Party. In ruil voor de steun van zijn partij eiste Page het terugtreden van Hughes. Die eis werd ingewilligd. In de onderhandelingen met Hughes' opvolger Stanley Bruce eiste en kreeg Page vijf van de elf ministersposten voor zijn partij in de nieuw gevormde regering. Zelf trad hij aan als de vicepremier onder de nieuwe premier Bruce. Als vicepremier stond hij een conservatief fiscaal beleid voor en voorstander van protectionistische maatregelen om de Australische landbouw te beschermen tegen invloeden van buitenaf.
De Labor-partij versloeg de Bruce-Page-regering in 1929. Bruce verloor zelfs zijn eigen zetel. In 1931 verliet een groep dissidenten onder leiding van Joseph Lyons de Labor-partij. Samen met de Nationalist Party vormden zij een nieuwe partij, namelijk de United Australia Party, met Lyons aan het hoofd. De Country Party ging een verbond aan met de UAP. Bij de parlementsverkiezingen van 1931 behaalde de UAP echter bijna een meerderheid waardoor het voor Lyons mogelijk was een regering te vormen zonder de inbreng van de Country Party. Bij de verkiezingen in 1934 verloor de partij van Lyons acht zetels in het parlement en moest weer bij de Country Party aankloppen. Page nam in het kabinet zitting als minister van Commercie.
Premier Lyons overleed vrij onverwachts in 1939. Page werd door gouverneur-generaal aangewezen als zijn tijdelijke opvolger tot de UAP een nieuwe kandidaat had voorgedragen. Dat werd Robert Menzies die drie weken later aantrad als de nieuwe premier. Page kon niet goed opschieten met Menzies en weigerde onder hem te dienen. In het parlement beschuldigde hij Menzies van lafheid omdat deze na het uitbreken van de Eerste Wereldoorlog geen dienst had genomen in het leger. Zijn eigen partij nam afstand van Pages' uitspraken en verving hem als partijleider door Archie Cameron.
Na het uitbreken van de Tweede Wereldoorlog legde Menzies en Page hun geschillen bij en Page keerde terug als minister van Commercie. Samen met de afzetting van Menzies als premier trad ook Page een jaar later terug als minister. Acht jaar later in 1949 zou hij voor een laatste keer terugkeren in de regering, ditmaal als minister van Gezondheidszorg. Die positie behield hij tot 1956. Daarna bleef hij lid van het parlement tot zijn dood in 1961.
- Australian Dictionary of Biography: page-sir-earle-christmas-7941
- Bibliothèque nationale de France: cb17798077q (data)
- Gemeinsame Normdatei: 1088341632
- International Standard Name Identifier: 0000 0000 6383 8127
- Library of Congress Control Number: n96051411
- Nationale bibliotheek van Australië: 35815956
- Nationale Bibliotheek van Israël: 987007281523505171
- Istituto Centrale per il Catalogo Unico: SNTV002802
- SNAC: w6bc3x2x
- Système universitaire de documentation: 134430077
- Trove: 570993
- Virtual International Authority File: 6659843
- WorldCat: E39PBJm9cYmWbvbqbfV33Fvyh3